# کیجی اوکویاما
کیجی اوکویاما (انگلیسی: Keiji Okuyama؛ زادهٔ ۱۸ دسامبر ۱۹۶۸) کشتی‌گیر اهل ژاپن بود.